# Leptomischus parviflorus
Leptomischus parviflorus är en måreväxtart som beskrevs av Hsien Shui Lo. Leptomischus parviflorus ingår i släktet Leptomischus och familjen måreväxter. Inga underarter finns listade i Catalogue of Life.